# بقایی اسفراینی
مولانا بقایی اسفراینی (زاده نیمهٔ دوم قرن دهم در بحرآباد اسفراین، درگذشته در سال ۱۰۱۵ قمری در شمس‌آباد هند) از شاعران پارسی‌گوی سبک هندی در قرن یازدهم هجری قمری است. چنانچه در منابع موجود آمده، زادگاه او روستای بحرآباد از توابع کنونی شهرستان جوین در استان خراسان رضوی و عصر او معاصر صفویان است.
بقایی در جوانی به مشهد رفته و پس از آن به هند مهاجرت می‌کند و یکی از ملازمان مولانا نظیری نیشابوری می‌شود و از سوی اکبر کبیر، پادشاه گورکانی در کتابخانهٔ عالی سرنج مأمور می‌گردد. ملا عبدالباقی نهاوندی او را از مقلدان عرفی شیرازی در شاعری بیان می‌کند و اشاره می‌کند که بسیاری از اشعار بقایی در زمان حیاتش به عراق می‌رود، ولی بدخواهانِ بقایی اشعار او را منسوب به غیرتی شیرازی می‌کنند. سرانجام در پایان عمر به سپاهی‌گری مشغول و سرانجام در سال ۱۰۱۵ قمری در شمس‌آباد هند کشته شده‌است.

## نمونهٔ اشعار
| گر با تو بگویم که چه‌ها کرد جدایی |  | از خود بگریزی و به نزدیک من آیی |

| نوروز نسیم است که در نافه‌گشایی |  | هیچش نبود از خم زلف تو رهایی |

| بر من بخرام و بفشان دامن زلفی  |  | تا سر بنهم در همه عالم به صبایی |
| هم طبع غم خویشی هر چند که جانی |  | بیرون نروی از در هر دل که درآیی |
| از عکس تو رنگی به رخ جان درآمد |  | ورنه ز کجا باده این لعل قبایی   |
| انشا کند افسانه من بلبل و گردد |  | ماتمکده هوش گل از نغمه‌سرایی     |